# Starting UP
Starting UP（日语：スターティング·アップ）是日本女性歌手松田樹利亞的第15張單曲。2001年4月21日由Victor Entertainment發行。

## 解說
《Starting UP》是松田樹利亞賦歸歌手活動之後的第1張單曲及她在Victor Entertainment發行的唯一單曲。該單曲曾被TBS電視動畫《逮捕令 SECOND SEASON》作為片尾主題曲使用。
《Starting UP》也是她唯一和最後有進入Oricon排名100名以內的單曲。

## 收錄歌曲
1. Starting UP
  - 作詞：松田樹利亞，作曲：原一博（日语：原一博），編曲：渡邊未來（日语：渡辺未来）
2. - 作詞：松田樹利亞　作曲・編曲：大和翔
3. Starting UP（inst.）
4. （inst.）